# Geneviève Burdel
Geneviève Micheline Burdel, née le 29 novembre 1946 à Paris et morte le 14 mars 2005 à Roquebrune-Cap-Martin dans les Alpes-Maritimes, est une patineuse artistique française, double médaillée de bronze aux championnats de France de 1963 et 1964.

## Biographie

### Carrière sportive
Geneviève Burdel est double médaillée de bronze aux championnats de France de 1963 (derrière Nicole Hassler et Micheline Joubert) et de 1964 (derrière Nicole Hassler et Denise Neanne).
En 1964, elle représente la France aux championnats européens à Grenoble et aux Jeux olympiques d'hiver à Innsbruck. Elle n'est jamais sélectionnée par la fédération française des sports de glace pour participer aux mondiaux.
Elle quitte les compétitions sportives en 1964.

## Palmarès
| Compétition             | 1963 | 1964 |  |  |  |  |  |  |  |  |  |  |  |  |
| Jeux olympiques d'hiver |      | 29e  |  |  |  |  |  |  |  |  |  |  |  |  |
| Championnats du monde   |      |      |  |  |  |  |  |  |  |  |  |  |  |  |
| Championnats d’Europe   |      | 18e  |  |  |  |  |  |  |  |  |  |  |  |  |
| Championnats de France  | 3e   | 3e   |  |  |  |  |  |  |  |  |  |  |  |  |
|                         |      |      |  |  |  |  |  |  |  |  |  |  |  |  |